# Nałęczów (województwo świętokrzyskie)
Nałęczów – wieś sołecka w Polsce położona w województwie świętokrzyskim, w powiecie koneckim, w gminie Końskie.
W latach 1975–1998 miejscowość położona była w województwie kieleckim.
Wierni kościoła rzymskokatolickiego należą do parafii Chrystusa Odkupiciela w Końskich.

## Historia
W wieku XIX miejscowość była opisywana jako : Nałęczów – wieś w powiecie koneckim, gminie i parafii Końskie, odległe od Końskich 7 wiorst.
W drugiej połowie XIX w Nałęczów posiadał domów 10, mieszkańców 76, ziemi dworskiej 34 mórg, włościańskiej 101 mórg.
Wchodził w skład dóbr Końskie. W 1827 r. było tam domów 6, mieszkańców 39.